# 西湖区 (杭州市)
西湖区（せいこく）は、中華人民共和国浙江省杭州市に位置する市轄区。杭州を代表する観光地である西湖の所在地。

## 行政区画
- 街道：北山街道、西渓街道、翠苑街道、古蕩街道、西湖街道、留下街道、転塘街道、蔣村街道、霊隠街道、文新街道
- 鎮：三墩鎮、双浦鎮

## 名所・旧跡
- 西湖
- 六和塔
- 岳王廟
- 雷峰塔
- 西泠印社
- 霊隠寺
- 浄慈寺
- 保俶塔（中国語版）
- 文瀾閣（中国語版）
- 西渓湿地公園

## 特産品
- 龍井茶
- 杭白菊
- 西湖綢傘